# Fokker D.VIII
Fokker D.VIII (E.V) – jednomiejscowy, górnopłatowy samolot myśliwski o konstrukcji mieszanej produkcji Fokkera z okresu I wojny światowej, skonstruowany przez Reinholda Platza.

## Historia
Oblatany w I połowie 1918 roku Fokker E.V był jedną z lepszych konstrukcji powstałych pod koniec I wojny światowej. Od października 1918 roku zmieniono nazwę na Fokker D.VIII. Tylko niewielka liczba seryjnych maszyn zdołała wejść do służby w lotnictwie niemieckim przed zakończeniem działań wojennych.

## Służba w lotnictwie polskim
Kilkanaście egzemplarzy użytkowało polskie lotnictwo wojskowe. Na samolocie tego typu por. Stefan Stec (7 eskadra myśliwska)  29 kwietnia 1919 roku pokonał w walce powietrznej nad Lwowem ukraiński samolot myśliwski Nieuport 21 eskortujący dwa Brandenburgi.

## Opis konstrukcji
Fokker D.VIII był jednomiejscowym, jednosilnikowym górnopłatem myśliwskim (typu „parasol”). Kadłub kratownicowy, z rur stalowych. Płat wolnonośny, drewniany, kryty sklejką, o trapezowym obrysie. Napęd samolotu stanowił silnik rotacyjny Oberursel Ur.II o mocy 81 kW (110 KM). Samolot uzbrojony był w dwa zsynchronizowane karabiny maszynowe Spandau LMG 08/15 kalibru 7,92 mm umieszczone na grzbiecie kadłuba przed kabiną pilota.